# Stade Augusto-Bauer
Le stade Augusto-Bauer (en portugais : Estádio Augusto Bauer), est un stade de football brésilien situé dans la ville de Brusque, dans l'État  de Santa Catarina.
Le stade, doté de 5 000 places et inauguré en 1931, sert d'enceinte à domicile à l'équipe de football du Brusque Futebol Clube.

## Histoire
Le stade est inauguré le 7 juin 1931, lors d'une défaite 1-0 des locaux du CA Carlos Renaux contre le CN Marcílio Dias.
Le stade est agrandi entre les années 1950 et 1960, avec la création de nouvelles tribunes, un plus grand terrain, une fosse et de nouveaux projecteurs.